# Recensământul Statelor Unite ale Americii din 1920

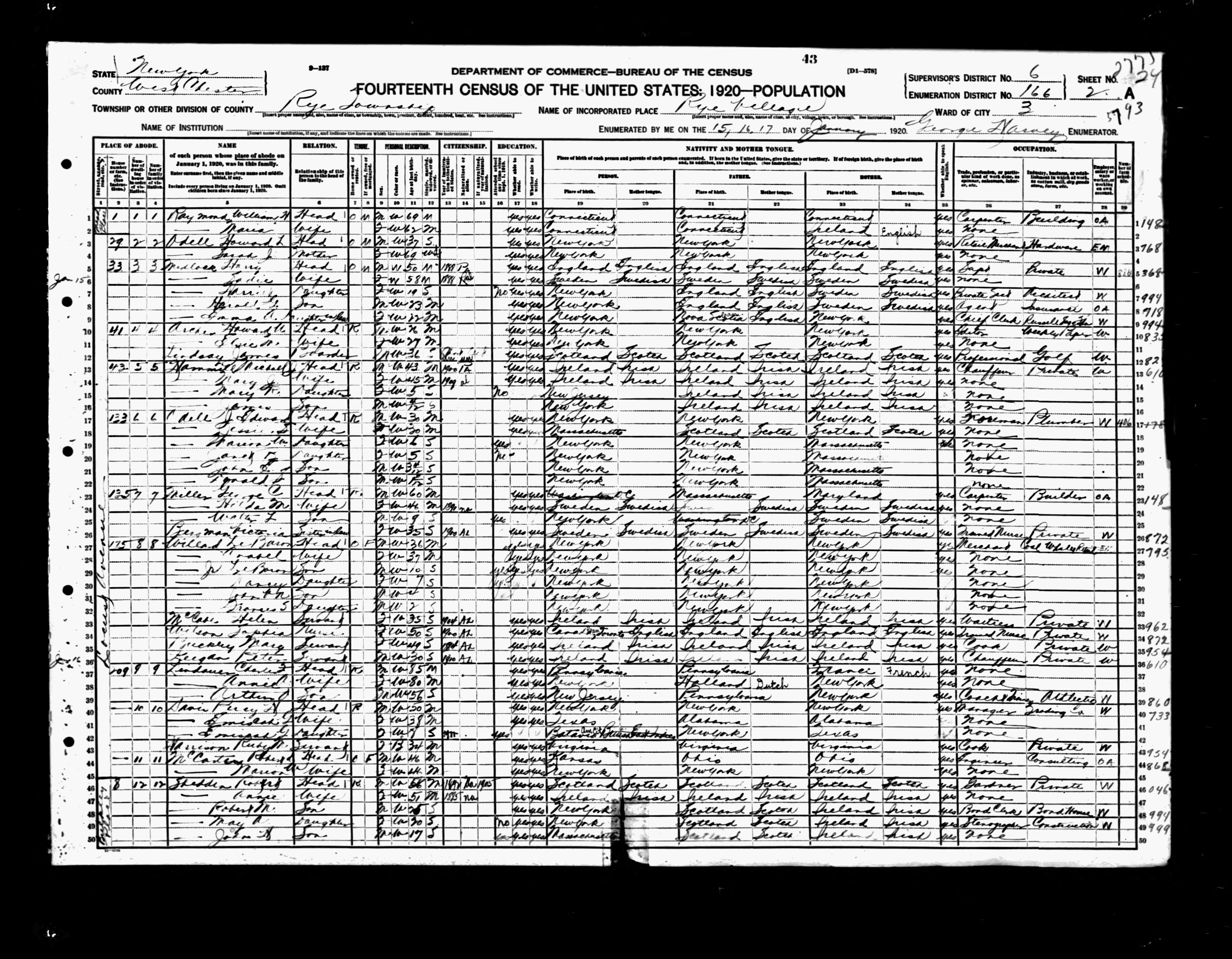
Document al Recensământului Statelor Unite ale Americii din 1920

Recensământul Statelor Unite ale Americii din 1920 (engleză United States Census, 1920, conform originalului The United States Census of 1920) a fost cel de-al patrusprezecelea din recensămintele efectuate o dată la zece ani în Statele Unite ale Americii, fiind al patrusprezecelea dintr-o serie ce cuprinde azi 23 de calculări ale populației Uniunii. 
Cel de-al Patrusprezecelea Recensământ al Statelor Unite, efectuat și coordonat de Oficiul de Recenzie al Statelor Unite ale Americii, a determinat populația rezidentă a Uniunii de a fi de 106.021.537, ceea ce reprezintă o creștere de 14,95 % față de  92.228.496 persoane (rezultat final) înregistrate în timpul recensământului anterior, cel din 1900. 

## Componența Statelor Unite ale Americii în 1920

Animaţie prezentând ordinea intrării statelor în Uniune (1776 - 1959)

În 1920, la data încheierii recensământului, Statele Unite aveau 48 de state, Uniunea fiind constituită din cele 46 de state, care constituiseră Uniunea în 1910, anul celui de-al treisprezecelea recensământ, la care s-au adăugat două entități componente, devenite state ale Statelor Unite în deceniul 1911 - 1920: 
- 47. New Mexico, la 6 ianuarie 1912.
- 48. Arizona, la 14 februarie 1912.

Pentru următorii 47 de ani, (1912 - 1959), nici un alt teritoriu al Statelor Unite nu va deveni stat al acestora, dar în 1959, alte două state se vor alătura Uniunii, Alaska și Hawaii, ridicând numărul entităților componente ale Uniunii la cel actual, 50. 